# الهوبيت: معركة الجيوش الخمسة

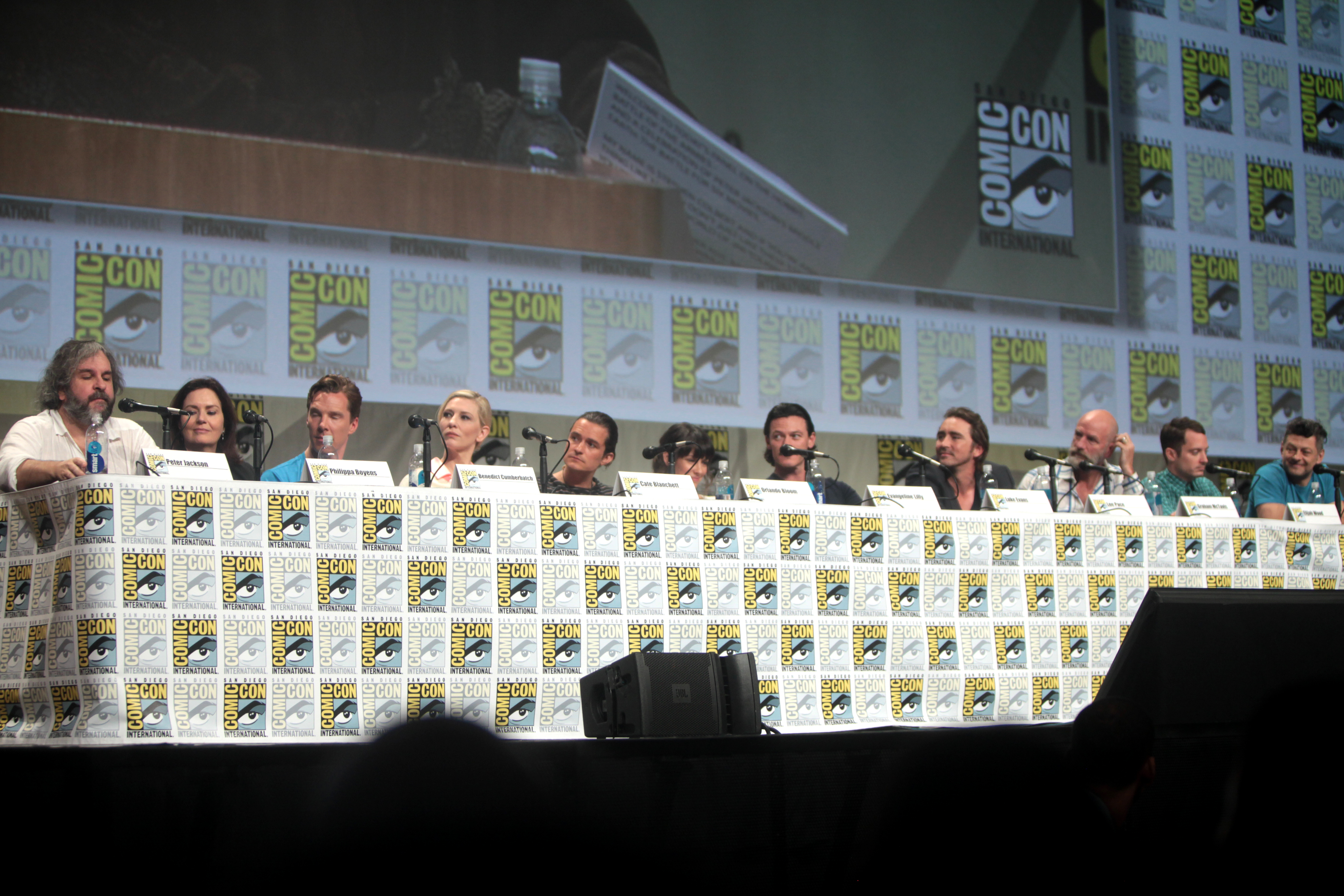
بيتر جاكسون وطاقم التمثيل في معرض كوميك-كون 2014

الهوبيت: معركة الجيوش الخمسة (بالإنجليزية: The Hobbit: The Battle of the Five Armies) هو فيلم مغامرة وفنتازيا ملحمي 2014 من إخراج بيتر جاكسون الذي كتب السيناريو مع جييرمو ديل تورو وفيليبا بوينز وفران والش. الفيلم هو الجزء الثالث والأخير ضمن سلسلة الأفلام المستندة على رواية الهوبيت للكاتب ج. ر. ر. تولكين. سبقه الهوبيت : رحلة غير متوقعة (2012) و‌الهوبيت: قفرة سموغ (2013).

بدأ إصداره في 10 ديسمبر 2014 في فرنسا ثم في 17 ديسمبر 2014 في الولايات المتحدة ونيوزيلندا وبقية دول العالم في تواريخ مختلفة.

في 30 مارس 2015 كانت مرابيح الفيلم 956 مليون دولار مما يجعله كثاني أكبر فيلم محققا للأرباح في سنة 2014 وفي المرتبة 26 في تاريخ السينما كله حتى هذه اللحظة.

## الملخص
بيلبو والأقزام الثلاثة عشر يشاهدون التنين السموغ يحدد وهو يكوى ليكتاون بالنار. بينما يهرب بارد رامي السهام من السجن ويقتل سموغ بالسهم الأسود الذي اعطاه له ابنه (بين). وقع جسد سموغ على مركب ملك ليكتاون والذي كان يهرب على سفينة محملة بالذهب. أصبح بارد على مضض الزعيم الجديد للشعب ليكتاون، في حين يسافر ليجولاس ليتحقق من أمر جبل غوندباد مع توريل، اصاب ثورين«مرض التنين» بسبب وجود الكنز الوفير في الجبل، وعمليات التفتيش بقلق شديد على جوهرة«قلب الجبل»، في الوقت الذي يسمع فيه ثورين ان أهل ليكتاون تأتى إلى ديل للاحتماء ويأمر على الفور بإغلاق مدخل الجبل
وفي الوقت نفسه يذهب كلاً من جلادريل وإلروند وسارومان إلى دول جولدور ويحررون غاندالف ويرسلونه مع راداغاست إلى مكان آمن.
آزوغ (الدنس) يتحرك بجيوشه ناحية ديل بجيوش ضخمة ويرسل بلوغ إلى غوندباد ليستدعى الجيش الثانى من هناك اثناء مشاهدة كلاً من ليجولاس وتوريل تحرك الجيش الثانى بقيادة بلوغ ومعهم الخفافيش الضخمة.
يشكل ثراندويل وجيشه من الجان مع بادر تحالفاً من أجل مطالبة ثورين بإرث شعب الجان وهو الأحجار الكريمة، وبالفعل يذهب بادر إلى الجبل ويسأل ثورين عن حصة شعب ليكتاون من الذهب والذي كان قد وعده سابقاً به. يأتى غاندالف إلى ديل لتحزير ثورين وبادر وثراندويل من الخطر الذي يشكله آزوغ (الدنس) وجيشه من الأوركس ولكن يرفض ثراندويل الإصغاء له
خرج بيلبو من الجبل ومعه «قلب الجبل» من اجل مقايضته مع ثراندويل ويجعله يثنى رأيه عن الحرب، وبالفعل يبدأ تحرك جيوش الجن وبارد مع من تبقى معه من ليكتاون وعند بوابة ديل يريد ثراندويل ان يقيايض ثورين بأن يعطيه «قلب الجبل» ويتخلى ثورين عن الأحجار البيضاء ويرفض ثورين الاعتقاد بأن ثراندويل يملك قلب الجبل الحقيقى ويدعى انه مازال موجوداً داخل ديل ولكن يعترف بيلبو انه أخده واعطاه إلى ثراندويل وعندها يغضب ثورين غضباً شديداً ويعتبرها خيانة ويقرر ان يلقى بيلبو من أعلى القلعة ولكن بالتزامن وصل غاندالف إلى البوابة ويفك ثورين قيد بيلبو.
يأتى داين ابن عم ثورين ومع جيش من الأقزامالأقزام والتيوس ولهم منجنيقات كبيرة واسم هذه الفصيلة من الاقزام (اقزام التلال الحديدية) ليحاربوا الجان ولكن يحدث ان يخرج الديدان العملاقة من باطن الأرض مفسحة المجال من اجل عملاقة آيزوغ (الدنس) مع الأوركس الذين يفوقون عدد قوات داين وثراندويل وبادر ولكن مع ذلك يندفع داين وجيش الأقزام إلى جيش الأوركس وينضم اليهم جيوش الجان وليكتاون
داخل ايربور ثورين يعاني الهلوسة المؤلمة قبل أن يستعيد سلامة عقله وقيادة مملكته للانضمام إلى المعركة. إنه يمتطي نحو رافينهيل مع دوالين، فيلي وكيلي لقتل آزوغ.و يتبعهم بيلبو مستخدماً ملك الخواتم. وفي الوقت نفسه، تذهب توريل وليغولاس إلى الأفزام لتحذريهم من جيش بلوغ. في الوقت الذي فيه فيلي وكيلي محاصران داخل رافينهيل، وينجح آيزوغ بقتل فيلي أمام نظر ثورين وبيلبو ودوالين. عندها يبدأ ثورين وآيزوغ قتالاً حتى الموت، يقهر بلوغ تورين ثم يقتل كيلي، الذين جاءوا لنجدتها. ويبدأ قتال ليغولاس وبلوغ وتنتهى بمقتل بلوغ في النهاية. ثورين يقتل آيزوع، ولكن بعدما أُصيب في القتال. النسور العظمية تأتي بعد ذلك مع راداغاست وبيورن لمحاربة الجيش الأوركس، ودمرت الأوركس أخيرا. بيلبو يستعيد وعيه، ويرافق ثورين أثناء موته. وتورين تنعى كيلي وثراندويل يعترف أخيراً بحبها لكيلى. ثم يقول ليجولاس ثراندويل انه يجب ان يرحل، وثراندويل ينصحه للبحث عن حارس في الشمال اسمه «ستردير».
يودع بيلبو باقي أعضاء ثورين والأقزام العشرة المتبقية ويذهب إلى موطنه الشاير رفقة غاندالف. وعلى حدود الشاير يعترف غاندالف لبيلبو بمعرفة لأمر الخاتم ويحذره انه يجب ان يستخدم بحذر. ويعود بيلبو للشاير ولكنه يجد ان بيته يباع في مزاد علنى لغيابه عن الشاير أكثر من ثلاثة عشر شهراً ولكنه يثبت انه بالغعل بيلبو باغينز بوجود توقيعه على ميثاق ولائه لثورين اوكاشيلد
بعد ستين عاما، في عيد ميلاده ال111، بيلبو يتلقى زيارة من غاندالف

## الأدوار
| - مارتن فريمان: بدور بيلبو باجنز. - إيان هولم: بدور بيلبو باجنز المسن. - إيان ماكيلين: بدور جاندالف. - بينيديكت كامبرباتش: بدور سموغ وسورون. - ريتشارد ارميتاج: بدور ثورين. - كين ستوت: بدور بالان. - غراهام مكتافيش: بدور دوالان. - أيدان تورنر: بدور كيلي. - دين أوجورمان: بدور فيلي. - جيمس نسبيت: بدور بوفور. - وليام كريشر: بدور بيفور. - ستيفن هنتر: بدور بومبور. - جون كالين: بدور أوين. - بيتر هامبلتون: بدور غلوين. - مارك هادلو: بدور دوري. - جاد بروفي: بدور نوري. - آدم براون: بدور أوري. | - أورلاندو بلوم: بدور ليغولاس. - إيفانجلين ليلي: بدور توريال. - لوك إيفانز: بدور بارد. - جون بال: بدور بان. - بيغي نسبيت: بدور سيغريد، ابنة بارد. - ماري نسبيت: بدور تيلدا، ابنة بارد. - لي بيس: بدور ثراندويل. - ستيفن فراي: بدور عمدة مدينة البحيرة. - ميكائيل بيرسبراندت: بدور بيورن. - مانو بينيت: بدور أزوغ. - لورنس ماكوار: بدور بولغ. - سيلفستر مكوي: بدور راداغاست. - ريان غايج: بدور ألفريد، خادم عمدة مدينة البحيرة. - كيت بلانشيت: بدور غالادريال. - هوغو ويفنغ: بدور إلروند. - كرستوفر لي: بدور سارومان. - بريت ماكينزي: بدور ليندير. |

## بيانات تقنية
- الاسم بالعربي: الهوبيت: معركة الجيوش الخمسة
- الاسم باللغة الأصلية:
  - بالإنجليزية: The Hobbit: The Battle of the Five Armies
  - بالفرنسية: Le Hobbit : La Bataille des Cinq Armées
- الاخراج: بيتر جاكسون، بحضور أندي سركيس.
- السيناريو: بيتر جاكسون، جييرمو ديل تورو، فيليبا بوينز، فران والش عن الكاتب ج. ر. ر. تولكين.
- الإدارة الفنية: دان هناه.
- الديكور: سيمون برايت.
- الأزياء: آن ماسكري، ريتشارد تايلور.
- فوتوغرافيا: أندرو لازني.
- مونتاج: جابز ألوسن.
- موسيقى: هوارد شور.
- الإنتاج: كارولين كانينغهام، بيتر جاكسون، فران والش، زاين واينر (مندوب)، فيليبا بوينز (منتج مشارك).
- شركات الإنتاج: نيو لاين سينما، مترو غولدوين ماير، وينغ نات فيلم، 3فوت7.
- شركات التوزيع: وارنر برذرز.
- الميزانية: 000 000 250 دولار أمريكي.
- بلد الأصل:  الولايات المتحدة / نيوزيلندا.
- اللغة الأصلية: الإنجليزية.
- الشكل: 35 مم (نسخة IMAX: ب70 مم)، 2،35:1، صوت دولبي رقمي.
- النوع: فنتازيا، مغامرة.
- المدة: 144 دقيقة.
- تاريخ الإصدار:
  -  فرنسا: 10 ديسمبر 2014.
  -  المملكة المتحدة: 12 ديسمبر 2014.
  -  الولايات المتحدة/ نيوزيلندا: 17 ديسمبر 2014.

## الإيرادات والمرابيح
حتى 30 مارس 2015، جمع الفيلم 296 075 955 مليون دولار أمريكي في كل أنحاء العالم، منهم000 000 250 مليون دولار في الولايات المتحدة وكندا فقط، وهو ما يصنفه كثاني أكبر فيلم محققا للأرباح في سنة 2014 وفي المرتبة 26 في تاريخ السينما كله حتى هذه اللحظة. 

كان الفيلم قد حقق 100 مليون دولار في أربعة أيام، ثم 300 مليون في 12 يوم، ثم 400 مليون في 16 يوم، ثم 500 مليون في 18 يوم، ثم 600 مليون في 20 يوم، ثم 700 مليون في 27 يوم، ثم 800 مليون في 38 يوم، ثم 900 مليون في 53 يوم. 

يذكر أن ميزانية الفيلم هي 250 مليون دولار.

## الجوائز والترشيحات
| السنة | الجائزة                                         | الفئة                           | المستلم                                               | النتيجة     |
| ----- | ----------------------------------------------- | ------------------------------- | ----------------------------------------------------- | ----------- |
| 2014  | مهرجان هارتلاند السينمائي                       | جائزة الصورة المؤثرة            | الهوبيت: معركة الجيوش الخمسة                          | فاز بها     |
| 2014  | جائزة جمعية فينيكس السينمائية للنقاد (2014)     | أفضل مؤثرات بصرية               | جوي لاتري، مات أيتكن، إريك سايندون، سكوت شامبرز       | ترشيح       |
| 2015  | جائزة الأكاديمية الأوسكار (الحفلة 87)           | أفضل مونتاج صوتي                | برانت بورج، جايسون كانوفاس                            | ترشيح       |
| 2015  | جائزة نقابة ممثلي الشاشة (الحفلة 21)            | أكثر فريق بارع                  | الهوبيت: معركة الجيوش الخمسة                          | ترشيح       |
| 2015  | جائزة اختيار النقاد للأفلام (الحفلة 20)         | أفضل ماكياج                     | الهوبيت: معركة الجيوش الخمسة                          | ترشيح       |
| 2015  | جائزة اختيار النقاد للأفلام (الحفلة 20)         | أفضل مؤثرات بصرية               | الهوبيت: معركة الجيوش الخمسة                          | ترشيح       |
| 2015  | جوائز الأكاديمية البريطانية للأفلام (الحفلة 68) | أفضل مؤثرات بصرية               | جوي لاتري، إريك سايندون، دافيد كلايتن، كريستوفر وايت  | ترشيح       |
| 2015  | جائزة اختيار الأطفال نكلوديون (حفلة 2015)       | الممثلة الأنثى المشهورة المفضلة | إيفانجلين ليلي                                        | ترشيح       |
| 2015  | جمعية دنفر لنقاد السينما                        | أفضل أغنية أصلية                | الهوبيت: معركة الجيوش الخمسة                          | ترشيح       |
| 2015  | جوائز إمباير (الحفلة 20)                        | أفضل فيلم                       | الهوبيت: معركة الجيوش الخمسة                          | ترشيح       |
| 2015  | جوائز إمباير (الحفلة 20)                        | أفضل مخرج                       | بيتر جاكسون                                           | ترشيح       |
| 2015  | جوائز إمباير (الحفلة 20)                        | أفضل ممثل                       | ريتشارد ارميتاج                                       | ترشيح       |
| 2015  | جوائز إمباير (الحفلة 20)                        | أفضل فيلم خيال علمي وفنتازيا    | الهوبيت: معركة الجيوش الخمسة                          | ترشيح       |
| 2015  | جائزة زحل (الحفلة 41)                           | أفضل فيلم فنتازيا               | الهوبيت: معركة الجيوش الخمسة                          | في الانتظار |
| 2015  | جائزة زحل (الحفلة 41)                           | أفضل كتابة                      | فران والش، فيليبا بوينز، بيتر جاكسون، جييرمو ديل تورو | في الانتظار |
| 2015  | جائزة زحل (الحفلة 41)                           | أفضل ممثل مساعد                 | ريتشارد ارميتاج                                       | في الانتظار |
| 2015  | جائزة زحل (الحفلة 41)                           | أفضل ممثلة مساعدة               | إيفانجلين ليلي                                        | في الانتظار |
| 2015  | جائزة زحل (الحفلة 41)                           | أفضل موسيقى                     | هوارد شور                                             | في الانتظار |
| 2015  | جائزة زحل (الحفلة 41)                           | أفضل مكياج                      | بيتر كينغ، ريك فيندلاتر، جينو أسيفيدو                 | في الانتظار |
| 2015  | جائزة زحل (الحفلة 41)                           | أفضل مؤثرات خاصة                | جوي لاتري، إريك سايندون، دافيد كلايتن، كريستوفر وايت  | في الانتظار |

## مقالات ذات صلة
- ج. ر. ر. تولكين
- الهوبيت
- سيد الخواتم
- بيتر جاكسون
- سيد الخواتم (سلسلة أفلام)
- الهوبيت (سلسلة أفلام)

## روابط خارجية
- الهوبيت: معركة الجيوش الخمسة على موقع IMDb (الإنجليزية)
- الهوبيت: معركة الجيوش الخمسة على موقع ميتاكريتيك (الإنجليزية)
- الهوبيت: معركة الجيوش الخمسة على موقع الموسوعة البريطانية (الإنجليزية)
- الهوبيت: معركة الجيوش الخمسة على موقع روتن توميتوز (الإنجليزية)
- الهوبيت: معركة الجيوش الخمسة على موقع نتفليكس (الإنجليزية)
- الهوبيت: معركة الجيوش الخمسة على موقع قاعدة بيانات الأفلام العربية
- الهوبيت: معركة الجيوش الخمسة على موقع ألو سيني (الفرنسية)
- الهوبيت: معركة الجيوش الخمسة على موقع Turner Classic Movies (الإنجليزية)
- الهوبيت: معركة الجيوش الخمسة على موقع أول موفي (الإنجليزية)
- الهوبيت: معركة الجيوش الخمسة على موقع بوكس أوفيس موجو (الإنجليزية)
- الموقع الرسمي للفيلم.
- «الهوبيت: معركة الجيوش الخمسة» على إي أم دي بي.
- «الهوبيت: معركة الجيوش الخمسة» على موقع ألو سيني.